# Formula Pacific
La Formula Pacific fu una categoria di vetture da corsa che animò alcuni campionati dell'area del Pacifico tra il 1977 e il 1982.

## Caratteristiche tecniche
La categoria prevedeva vetture monoposto, a ruote scoperte, spinte da propulsori di derivazione commerciale, da 4 cilindri e con capacità inferiore ai 1.600 cc. La formula prendeva lo spunto dalla Formula Atlantic, con la preferenza per l'utilizzo di motori di produzione giapponese. La categoria venne poi superata nel 1983 con l'avvento della Formula Mondial, introdotta dalla FIA per rimpiazzare sia la Formula Atlantic che la Formula Pacific.

## La F.Pacific nel mondo

### Nuova Zelanda
In Nuova Zelanda la prima gara corsa con vetture di questo tipo fu nel gennaio 1977 ; la categoria sorse per rimpiazzare le gare con vetture di Formula 5000.
La categoria continuò fino all'introduzione della F.Mondial nel 1983.

### Australia
Le vetture di Formula Pacific vennero introdotte nella F.1 australiana, per competere assieme alle vetture di Formula 5000,  nel 1979 e divennero le uniche ammesse nel campionato nel 1982. Il passaggio alle vetture della Formula Mondial avvenne anche in questo caso nel 1983, anche se in quell'anno entrambi i tipi di vettura vennero ammessi al via.

### Giappone
La Japan Automobile Federation organizzò un campionato riservato a tali tipi di vetture tra il 1978 e il 1982.

### Macao
Il Gran Premio di Macao utilizzò vetture di questo tipo dal 1977 fino al 1983, anno in cui vennero ammesse solo vetture di Formula 3.